# Dichochrysa sybaritica
Dichochrysa sybaritica är en insektsart som först beskrevs av Mclachlan in Fedchenko 1875.  Dichochrysa sybaritica ingår i släktet Dichochrysa och familjen guldögonsländor. Inga underarter finns listade i Catalogue of Life.